# 1488 en littérature
| Années de la littérature : 1485 - 1486 - 1487 - 1488 - 1489 - 1490 - 1491    |
| Décennies de la littérature : 1450 - 1460 - 1470 - 1480 - 1490 - 1500 - 1510 |

Cet article présente les faits marquants de l'année 1488 en littérature.

## Parutions
- 1er avril : Prognosticatio (« Pronostications »), recueil de prédictions millénaristes de Lichtenberger[1].

- 3 juin : publication à Augsbourg par Erhard Ratdolt de la troisième partie de sa Chronique des Hongrois (Chronica Hungarorum), écrite par Johannes de Thurocz, première chronique hongroise à être écrite par un laïc et une des principales sources historiques sur la Hongrie du XVe siècle[2].

- L'Iliade et L'Odyssée d'Homère sont imprimées pour la première fois, à Florence par Démétrius Chalcondyle[3].

## Naissances
- 21 avril : Ulrich von Hutten, humaniste et l'une des grandes figures du premier nationalisme allemand.
- Vers 1488 ou 1494 : Hassan al-Wazzan, dit Léon l'Africain, diplomate et écrivain marocain (mort en 1548).